# Ioan I de Neapole
Ioan I (d. 719) a fost duce de Neapole din septembrie 711 până la moarte. Principala sursă istorică pentru domnia sa o constituie Chronicon ducum et principum Beneventi, Salerni, et Capuae et ducum Neapolis.
În anul 716, pe când o epidemie se răspândise în Napoli, ducele Romuald al II-lea de Benevento a ocupat castelul din Cumae. Imediat după aceea, papa Grigore al II-lea i-a ordonat ducelui longobard să îl restituie, oferindu-i compensații în schimb. Romuald nu s-a conformat, iar Ioan I a condus o armată împotriva sa în 717. Conform promisiunii, papa a contribuit financiar la această campanie.